# Sydney-Hobart-Regatta

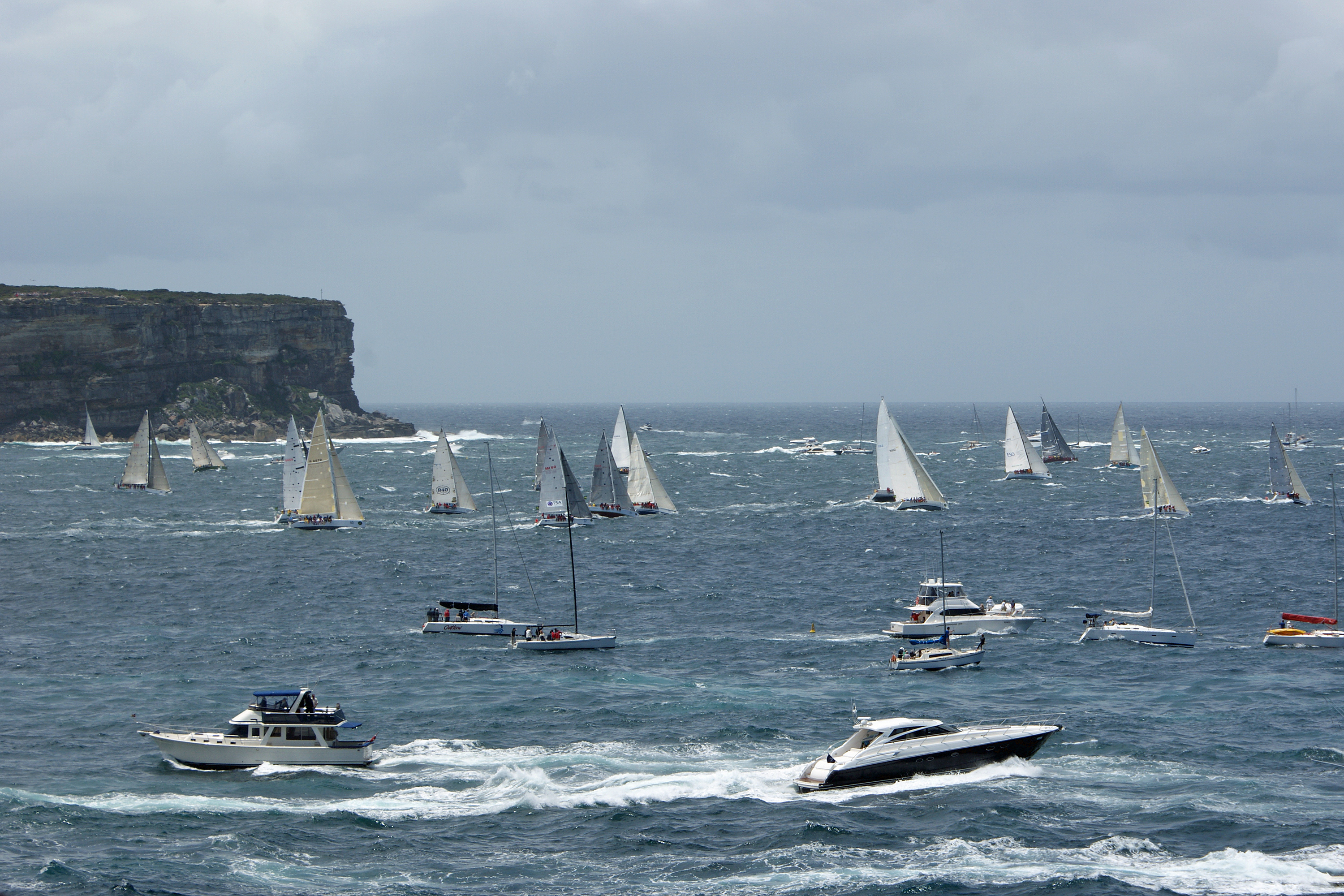
Rennen 2012: die Boote verlassen den Hafen von Sydney

Die internationale Sydney-Hobart-Regatta (offiziell Rolex Sydney Hobart Yacht Race, in Australien auch als Bluewater Classic bekannt) gilt als eine der schwierigsten Hochseeregatten weltweit. Sie wird seit 1945 jährlich ausgetragen und traditionell am 26. Dezember (Boxing Day) gestartet. Ausrichter ist der Cruising Yacht Club of Australia (CYCA). Die schnellsten Boote legen die Regattastrecke in der heutigen Zeit in ein bis zwei Tagen zurück.

## Strecke

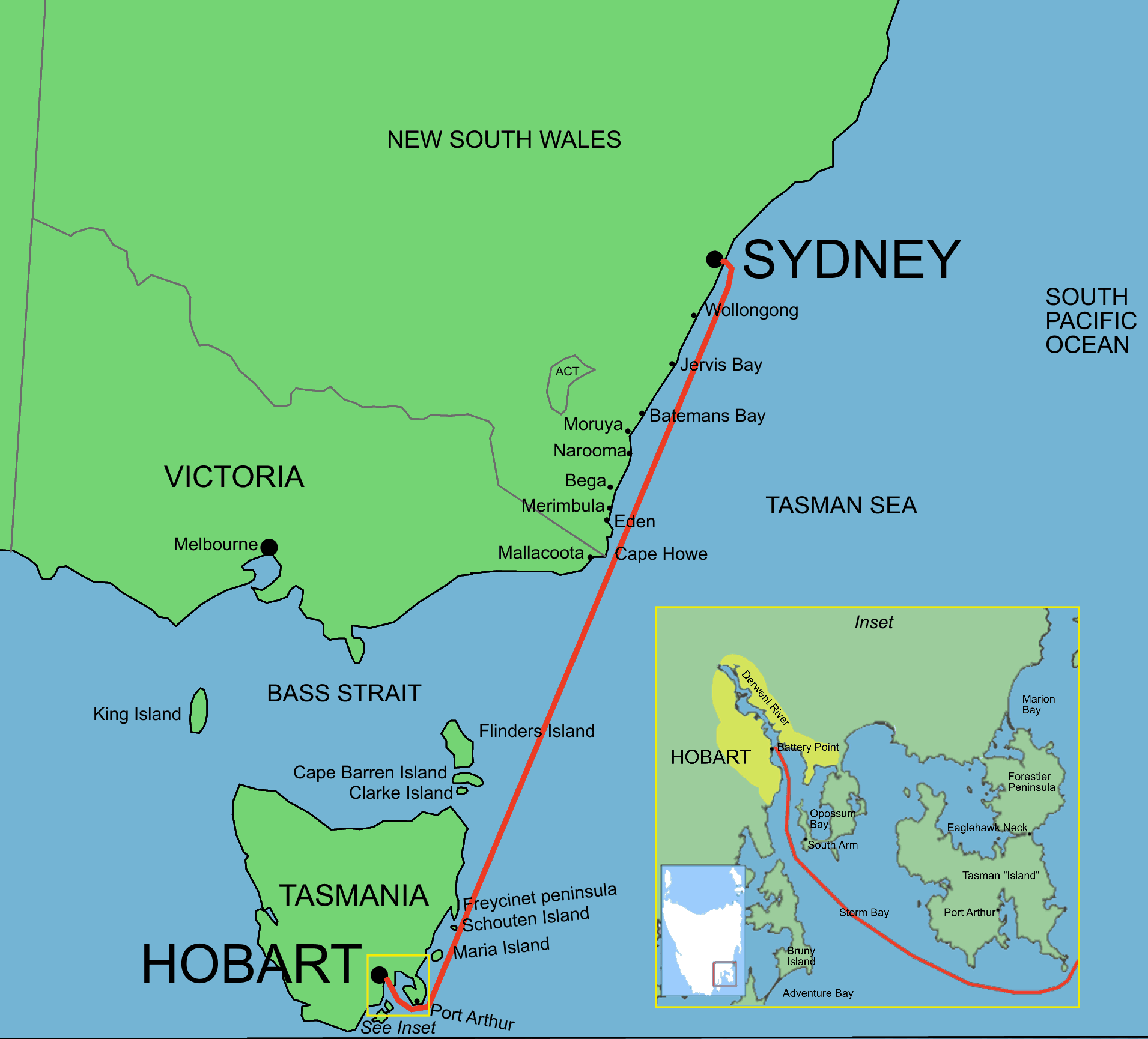
Streckenverlauf

Die Regatta wird vor Australien zwischen Sydney (New South Wales) und Hobart (Tasmanien) gesegelt und hat eine Länge von 628 Seemeilen (1.163 km). Die Strecke führt von Sydney über Eden entlang der Tasmansee über die Bass Strait und der tasmanischen Küste durch die Storm Bay und den Derwent River zur Ziellinie vor Hobart.

## Regeln
Bei der Regatta werden die Yachten nach zwei Wertungen gelistet. Zum einen wird ein Sieger nach gesegelter Zeit (engl. Line honours) gekürt, was die prestigeträchtigste und in der Öffentlichkeit meistverfolgte Wertung ist. Dabei hat die Yacht gewonnen, die zuerst im Zielhafen in Hobart ankommt. Zum anderen wird ein Sieger nach berechneter Zeit ermittelt. Bei dieser Wertung werden die gesegelten Zeiten mit verschiedenen Merkmalen der Yachten multipliziert beziehungsweise gewichtet. Der Sieger dieser Wertung bekommt den vor allem in Australien berühmten Tattersalls Cup.

## Geschichte
Durch widrige Wetterumstände verloren bereits viele Segler ihr Leben. Als 1998 ein starker Orkan mit Windböen von bis zu 80 Knoten (ca. 150 km/h) wütete, kamen sechs Teilnehmer ums Leben; sechs Yachten mussten aufgegeben werden, von denen fünf sanken; 55 Personen mussten aus Seenot gerettet werden; von 115 Schiffen erreichten nur 45 das Ziel, viele drehten ab. 2024 starben erneut zwei Segler auf zwei verschiedenen Booten, nachdem sie vom Baum respektive einer Seilwinde getroffen wurden. Die Wetterverhältnisse waren vergleichbar mit 1998 mit Wind aus Nordost. Damit stieg das Total der tödlich verunfallten Teilnehmer auf 13.

### Rekordentwicklung

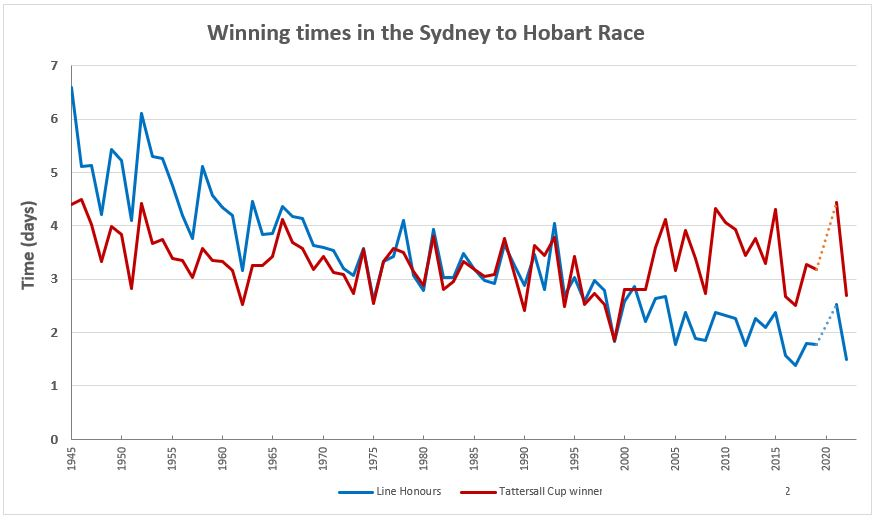
Siegerzeiten (Line Honours Winner) von 1945–2017

Die erste Siegeryacht Rani benötigte 1945 mehr als 6,5 Tage. 1975 erreichte die US-amerikanische Maxi-Yacht Kialoa als erste Yacht das Ziel in Hobart in unter drei Tagen (2 Tagen, 14 Stunden, 36 Minuten und 56 Sekunden). Dieser Rekord hatte für die nächsten 21 Jahre Bestand, bevor er von der deutschen Maxi-Yacht Morning Glory (Länge 80 Fuß) im Jahr 1996 mit einer Zeit von 2 Tagen, 14 Stunden, 7 Minuten und 10 Sekunden unterboten wurde.
Bei der 55. Auflage der Regatta im Jahr 1999 blieb mit Nokia erstmals eine Yacht unter 2 Tagen. 2005 erfolgte eine weitere Verbesserung durch die australische Super-Maxi-Yacht Wild Oats XI mit Skipper Mark Richards und Eigner Robert Oatley. Vor über 400.000 Zuschauern segelte sie nach 1 Tag, 18 Stunden, 40 Minuten und 10 Sekunden über die Ziellinie in Hobart und 2012 verbesserte sie den eigenen Rekord nochmals um fast 17 Minuten auf 1 Tag, 18 Stunden, 23 Minuten und 12 Sekunden.
2016 verbesserte Perpetual LOYAL erneut auf 1 Tag, 13 Stunden, 31 Minuten und 20 Sekunden und 2017 ersegelte LDV Comanche mit 1 Tag, 9 Stunden, 15 Minuten und 24 Sekunden den aktuellen (2023) Rekord und blieb damit erstmals unter 35 Stunden.

### Die jüngsten Auflagen
Mit Siegen von 2005 bis 2008 gelang es der Wild Oats XI als erster, in vier aufeinanderfolgenden Jahren die Regatta zu gewinnen. Zudem konnte die Wild Oats XI im Jahr 2014 den Rekord der meisten Line Honours Winner-Siege der Yacht Morna (später in Kurrewa IV umbenannt) überbieten, die die Rennen 1946–1948, 1954, 1956, 1957 und 1960 für sich entschied.
Im Jahr 2009 gewann die Alfa Romeo II unter Neville Crichton mit zwei Stunden Vorsprung auf die Wild Oats XI. Ein Jahr später erreichte die Wild Oats XI in der 66. Sydney-Hobart-Regatta das Ziel vor Hobart erneut als erste Yacht (Line Honours Winner) nach 2 Tagen, 7 Stunden, 37 Minuten und 20 Sekunden unter Leitung ihres Skippers Mark Richards. 2011 gab es eine der spannendsten Entscheidungen seit Bestehen der Regatta. Investec Loyal besiegte den Favoriten Wild Oats XI und kam mit einem für Hochseeverhältnisse minimalem Vorsprung von nur 3:08 Minuten in Hobart an. 2016 unterbot Perpetual LOYAL den bisherigen Rekord von Wild Oats XI aus dem Jahr 2012 um fast 5 Stunden auf 1 Tag 13 Stunden 31 Minuten und 20 Sekunden.
Im Jahr 2017 erreichte das Boot Wild Oats XI mit einer neuen Bestzeit den Zielhafen Hobart. Der Konkurrent LDV Comanche legte wegen einer Beinahe-Kollision zu Beginn der Regatta Protest ein. Dem führenden Boot wurde wegen einer Wegerechtsverletzung zu seiner gesegelten Zeit die Strafzeit von einer Stunde addiert, und es verlor damit nicht nur die Bestzeit, sondern auch den Sieg.
Die 75. Jubiläumsveranstaltung im Jahr 2019 ließ aufgrund der relativ schwachen Winde keine neuen Streckenrekorde zu. Die Maxi-Yacht Comanche konnte als First Ship Home mit einem Vorsprung von 44 Minuten eine Revanche gegen die im Jahr 2018 knapp unterlegene Black Jack feiern. Dritte wurde die neunmalige Line Honours-Rekordsiegerin Wild Oats XI. 2020 wurde wegen der Corona-Pandemie keine Regatta ausgetragen.

## Sieger und Teilnehmerzahlen seit Beginn
| Jahr | Sieger nach gesegelter Zeit              | gesegelte Zeit d/hh:mm:ss | Sieger nach berechneter Zeit                          | berechnete Zeit d/hh:mm:ss | Yachten am Start   | im Ziel            |
| ---- | ---------------------------------------- | ------------------------- | ----------------------------------------------------- | -------------------------- | ------------------ | ------------------ |
| 1945 | Rani                                     | 6/14:22                   | Rani                                                  | 4/09:38                    | 009                | 008                |
| 1946 | Morna                                    | 5/02:53:33                | Christina                                             | 4/11:53:27                 | 019                | 011                |
| 1947 | Morna                                    | 5/03:03:54                | Westward                                              | 4/00:24:56                 | 028                | 021                |
| 1948 | Morna                                    | 4/05:01:21                | Westward                                              | 3/07:45:48                 | 018                | 013                |
| 1949 | Waltzing Matilda                         | 5/10:33:10                | Trade Winds                                           | 3/23:39:43                 | 015                | 013                |
| 1950 | Margaret Rintoul                         | 5/05:28:35                | Nerida                                                | 3/20:17:13                 | 016                | 014                |
| 1951 | Margaret Rintoul                         | 4/02:29:01                | Struen Marie                                          | 2/19:48:26                 | 014                | 012                |
| 1952 | Nocturne                                 | 6/02:34:47                | Ingrid                                                | 4/09:56:18                 | 017                | 017                |
| 1953 | Solveig IV                               | 5/07:12:50                | Ripple                                                | 3/16:12:12                 | 024                | 020                |
| 1954 | Kurrewa IV (ex Morna)                    | 5:06:09:47                | Solveig IV                                            | 3/17:58:01                 | 017                | 015                |
| 1955 | Even                                     | 4/18:13:14                | Moonbi                                                | 3/09:21:05                 | 017                | 016                |
| 1956 | Kurrewa IV (ex Morna)                    | 4/04:31:44                | Solo                                                  | 3/08:33:52                 | 028                | 026                |
| 1957 | Kurrewa IV (ex Morna)                    | 3/18:30:39                | Anitra V                                              | 3/00:55:37                 | 020                | 018                |
| 1958 | Solo                                     | 5/02:32:52                | Siandra                                               | 3/13:46:35                 | 022                | 019                |
| 1959 | Solo                                     | 4/13:33:12                | Cherana                                               | 3/08:33:02                 | 030                | 024                |
| 1960 | Kurrewa IV (ex Morna)                    | 4/08:11:15                | Siandra                                               | 3/07:48:04                 | 032                | 030                |
| 1961 | Astor                                    | 4/04:42:11                | Rival                                                 | 3/03:57:31                 | 035                | 033                |
| 1962 | Ondine                                   | 3/03:49:16                | Solo                                                  | 2/12:45:14                 | 042                | 040                |
| 1963 | Astor                                    | 4/10:53:00                | Freya                                                 | 3/06:03:17                 | 044                | 034                |
| 1964 | Astor                                    | 3/20:05:05                | Freya                                                 | 3/05:58:14                 | 038                | 031                |
| 1965 | Stormvogel                               | 3/20:30:09                | Freya                                                 | 3/10:03:26                 | 053                | 049                |
| 1966 | Fidelis                                  | 4/08:39:43                | Cadence                                               | 4/02:46:24                 | 046                | 044                |
| 1967 | Pen Duick III                            | 4/04:10:31                | Rainbow II                                            | 3/16:39:15                 | 066                | 059                |
| 1968 | Ondine II                                | 4/03:20:02                | Koomooloo                                             | 3/13:38:52                 | 067                | 054                |
| 1969 | Crusade                                  | 3/15:07:40                | Morning Cloud                                         | 3/04:25:57                 | 079                | 075                |
| 1970 | Buccaneer                                | 3/14:06:12                | Pacha                                                 | 3/10:07:39                 | 061                | 047                |
| 1971 | Kialoa II                                | 3/12:46:21                | PathFinder                                            | 3/03:14:34                 | 079                | 076                |
| 1972 | American Eagle                           | 3/04:42:39                | American Eagle                                        | 3/02:15:59                 | 079                | 075                |
| 1973 | Helsal                                   | 3/01:32:09                | Ceil III                                              | 2/17:28:28                 | 092                | 092                |
| 1974 | Ondine III                               | 3/13:51:56                | Love & War                                            | 3/13:25:02                 | 063                | 058                |
| 1975 | Kialoa III                               | 2/14:36:56                | Rampage                                               | 2/13:16:56                 | 102                | 099                |
| 1976 | Ballyhoo                                 | 3/07:59:26                | Piccolo                                               | 3/07:45:07                 | 085                | 070                |
| 1977 | Kialoa III                               | 3/10:14:09                | Kialoa III                                            | 3/13:58:10                 | 131                | 072                |
| 1978 | Apollo                                   | 4/02:23:24                | Love & War                                            | 3/12:13:00                 | 097                | 087                |
| 1979 | Bumblebee IV                             | 3/01:45:52                | Screw Loose                                           | 3/03:31:06                 | 147                | 142                |
| 1980 | New Zealand                              | 2/18:45:41                | New Zealand                                           | 2/21:13:29                 | 102                | 093                |
| 1981 | Vengeance                                | 3/22:30:00                | Zeus II                                               | 3/19:25:59                 | 159                | 144                |
| 1982 | Condor of Bermuda                        | 3/00:59:17                | Scallywag                                             | 2/19:19:16                 | 118                | 108                |
| 1983 | Condor                                   | 3/00:50:29                | Challenge II                                          | 2/23:07:42                 | 173                | 158                |
| 1984 | New Zealand                              | 3/11:31:21                | Indian Pacific                                        | 3/07:45:03                 | 151                | 046                |
| 1985 | Apollo                                   | 3/04:32:28                | Sagacious                                             | 3/04:34:37                 | 179                | 146                |
| 1986 | Condor                                   | 2/23:26:25                | Ex Tension                                            | 3/01:14:30                 | 123                | 106                |
| 1987 | Sovereign                                | 2/21:58:08                | Sovereign                                             | 3/01:58:41                 | 154                | 146                |
| 1988 | Ragamuffin (ex Bumblebee IV)             | 3/15:29:27                | Illusion                                              | 3/18:20:35                 | 119                | 081                |
| 1989 | Drumbeat                                 | 3/06:21:34                | Ultimate Challenge                                    | 3/02:18:45                 | 126                | 101                |
| 1990 | Ragamuffin (ex Bumblebee IV)             | 2/21:05:33                | Sagacious V (IOR) Doctor Who (IMS)                    | 2/19:44:32 2:10:06:28      | 105                | 086                |
| 1991 | Brindabella                              | 3/11:14:09                | She's Apples (IMS) Atara (IOR)                        | 3/15:19:20 2:20:05:11      | 099                | 091                |
| 1992 | New Zealand Endeavour                    | 2/19:19:18                | Assassin (IMS) Ragamuffin (IOR)                       | 3/10:50:11 2:21:21:04      | 110                | 102                |
| 1993 | Ninety Seven                             | 4/00:54:11                | Micropay Cuckoos Nest (IMS) Solbourne Wild Oats (IOR) | 3/18:45:10 3:20:36:30      | 104                | 038                |
| 1994 | Tasmania (früher: New Zealand Endeavour) | 2/16:48:04                | Raptor                                                | 2/11:41:00                 | 371                | 309                |
| 1995 | Sayonara                                 | 3/00:53:35                | Terra Firma                                           | 3/10:22:36                 | 098                | 092                |
| 1996 | Morning Glory                            | 2/14:07:10                | Ausmaid                                               | 2/12:35:59                 | 095                | 077                |
| 1997 | Brindabella II                           | 2/23:37:12                | Beau Geste                                            | 2/17:21:27                 | 114                | 099                |
| 1998 | Sayonara                                 | 2/19:03:32                | AFR Midnight Rambler                                  | 2/12:36:23                 | 115                | 044                |
| 1999 | Nokia                                    | 1/19:48:02                | Yendys                                                | 1/20:32:53                 | 079                | 049                |
| 2000 | Nicorette II                             | 2/14:02:09                | SAP Ausmaid (ex Ausmaid)                              | 2/19:13:38                 | 082                | 058                |
| 2001 | Assa Abloy                               | 2/20:46:43                | Bumblebee V                                           | 2/19:13:38                 | 075                | 057                |
| 2002 | Alfa Romeo I                             | 2/04:58:52                | Quest                                                 | 2/19:13:38                 | 057                | 055                |
| 2003 | Skandia                                  | 2/15:14:06                | First National Real Estate                            | 3/14:14:17                 | 056                | 052                |
| 2004 | Nicorette III                            | 2/16:00:44                | Aera                                                  | 4/02:52:09                 | 116                | 059                |
| 2005 | Wild Oats XI                             | 1/18:40:10                | Wild Oats XI                                          | 3/03:54:32                 | 085                | 080                |
| 2006 | Wild Oats XI                             | 2/08:52:33                | Love & War                                            | 3/22:02:37                 | 078                | 069                |
| 2007 | Wild Oats XI                             | 1/21:24:32                | Rosebud                                               | 3/09:32:14                 | 082                | 079                |
| 2008 | Wild Oats XI                             | 1/20:34:14                | Quest                                                 | 2/17:43:32                 | 100                | 092                |
| 2009 | Alfa Romeo II                            | 2/09:02:10                | Two True                                              | 4/07:57:43                 | 100                | 094                |
| 2010 | Wild Oats XI                             | 2/07:37:20                | Secret Men's Business 3.5                             | 4/01:29:40                 | 087                | 069                |
| 2011 | Investec Loyal                           | 2/06:14:18                | Loki                                                  | 3/22:34:32                 | 088                | 076                |
| 2012 | Wild Oats XI                             | 1/18:23:12                | Wild Oats XI                                          | 3/10:26:31                 | 059                | 056                |
| 2013 | Wild Oats XI                             | 2/06:07:27                | Victoire                                              | 3/18:27:43                 | 094                | 084                |
| 2014 | Wild Oats XI                             | 2/02:03:26                | Wild Rose                                             | 3/10:47:43                 | 127                | 103                |
| 2015 | Comanche                                 | 2/08:58:30                | Balance                                               | 4/07:27:13                 | 107                | 077                |
| 2016 | Perpetual LOYAL                          | 1/13:31:20                | Giacomo                                               | 2/16:13:37                 | 088                | 083                |
| 2017 | LDV Comanche                             | 1/09:15:24                | Ichi Ban                                              | 2/12:13:31                 | 102                | 096                |
| 2018 | Wild Oats XI                             | 1/19:07:21                | Alive                                                 | 2/01:40:36                 | 085                | 079                |
| 2019 | LDV Comanche                             | 1/18:30:24                | Ichi Ban                                              | 3/04:11:05                 | 157                | 154                |
| 2020 | keine Durchführung                       | keine Durchführung        | keine Durchführung                                    | keine Durchführung         | keine Durchführung | keine Durchführung |
| 2021 | Black Jack                               | 2/12:37:17                | Ichi Ban                                              | 4/10:17:39                 | 088                | 050                |
| 2022 | Andoo Comanche                           | 1/11:56:48                | Celestial                                             | 2/16:35:26                 | 109                | 100                |
| 2023 | LawConnect                               | 1/19:03:58                | Alive                                                 | 3/07:48:14                 | 109                | 100                |
| 2024 | LawConnect                               | 1/13:35:13                | Celestial V70                                         | 2/16:40:38                 | 104                | 074                |

Hinweise zur Tabelle:
- fett gedruckt neue Bestzeit.
- Kein erster Platz im Jahr 1985: Drakes Yacht Prayer wurde disqualifiziert nach dem Sieg nach berechneter Zeit. Die Wettfahrtleitung erlaubte aber wegen der Disqualifikation nicht, den nächstbesten Teilnehmer einen Rang aufzurücken.
- In den Jahren 1990 – 1993 wurden beide Sieger der IMS- und der IOR-Klasse als Sieger nach berechneter Zeit gewertet.
- Kialoa II im Jahr 1971 war eine andere Yacht als Kialoa III die in den Jahren 1975 und 1977 gewann. Die Yacht Kialoa III war im Jahr 1975 als Ketsch geriggt. Sie wurde modifiziert im Jahr 1976 und nahm als Sloop an der Regatta teil. Sie gewann im Jahr 1977 als 'First Ship Home' und siegte gleichzeitig nach berechneter Zeit.
- Apollo im Jahr 1978 und im Jahr 1985 waren unterschiedliche Yachten.
- New Zealand im Jahr 1980 und im Jahr 1984 waren unterschiedliche Yachten.
- Comanche siegte 4 mal unter drei Eignern: 2015 James Clark (USA), 2017 und 2019 als LDV Comanche Jim Cooney (AUS), 2023 als Andoo Comanche John Herman Winning Jr. (AUS)[19]

## Rekorde und Statistik
- schnellstes Rennen: 1 Tag 9 Stunden 15 Minuten 24 Sekunden von LDV Comanche (AUS) im Jahr 2017
- Gesamtzahl aller teilnehmenden Yachten: 5.509 Yachten (81,01 Yachten pro Regatta)
- Zieleinlauf-Statistik: Von 5.509 Yachten, die seit 1945 an den Start gingen, beendeten 4.548 Yachten (82,56 %) das Rennen und 961 Yachten (17,44 %) gaben auf.
- höchste Aufgaberate in Prozent: 70 % der Starter im Jahr 1984. Nach einer Anzahl von 62 Regatten erreichen 81,7 % der Starter jährlich das Ziel.
- größtes Regattafeld: 371 Yachten im Jahr 1994
- kleinstes Regattafeld: 9 Yachten im Jahr 1945 (erste Regatta)
- kleinste Yacht: 27 ft (8,23 m) Klinger (AUS) 1978
- kleinste Yacht als Sieger First Ship Home: 35 ft (10,67 m) – Nocturne (AUS) 1952 und Rani (GBR) 1945.
- größte teilnehmende Yacht: 100 ft (30,48 m) Wild Oats XI (AUS, 2009 – 2013), Alfa Romeo (NZL, 2009), Investec LOYAL (NZL, 2009 – 2011), ICAP Leopard (GBR, 2009) und Rapture (USA, 2009).
- größte Yacht als Sieger First Ship Home: 30,48 m Wild Oats XI, Australien, 2009 – 2010
- Yacht mit den meisten First Ship Home – Siegen: Wild Oats XI, Australien, acht Siege[7]
- Skipper mit den meisten First Ship Home–Siegen: Frank und John Livingston (Victoria) Australien, vier Siege; Mark Richards (New South Wales) Australien, 4 Siege.
- Yacht mit den meisten Siegen nach berechneter Zeit: Freya (AUS) und Love & War (AUS), drei Siege jeweils
- Skipper mit den meisten Siegen nach berechneter Zeit: Magnus und Trygve Halvorsen (New South Wales) Australien, 4 Siege
- älteste teilnehmende Yacht: Maluka wurde im Jahr 1932 gebaut und nahm im Jahr 2008 im Alter von 76 Jahren teil. Die 9,10 Meter lange Yacht wurde von Sean Langman restauriert.
- Skipper mit den meisten Regattateilnahmen: 45 Tony Cable (New South Wales), 44 John Bennetto (Tasmanien), Lou Abrahams (Victoria) alle aus Australien.
- Regatta-Triple: Regatta-Rekord (schnellste Zeit), First Ship Home und Sieger nach berechneter Zeit (in einem Jahr):
  - Rani (GBR) 1945
  - Wild Oats XI (AUS) 2005 und 2012
- Regatta-Double: First Ship Home und Sieger nach berechneter Zeit (in einem Jahr):
  - Rani (GBR) 1945
  - American Eagle (USA) 1972
  - Kialoa III (USA) 1977
  - New Zealand (NZL) 1980
  - Sovereign (AUS) 1987
  - Wild Oats XI (AUS) 2005 und 2012
- Hin- und Rückregatta First Ship Home: (Sydney–Hobart und Hobart–Sydney)
  - Morna (AUS) 1946, 1947 und 1948
  - Margaret Rintoul (AUS) 1950 und 1951
  - Kurrewa IV (ex Morna) (AUS) 1956 und 1957
  - Solo (AUS) 1958 und 1959
  - Astor (AUS) 1963 und 1964
  - Wild Oats XI (AUS) 2005, 2006, 2007, 2008
- Hin- und Rückregatta Sieger nach berechneter Zeit: (Sydney–Hobart und Hobart–Sydney)
  - Freya (AUS) 1963, 1964 und 1965
  - Westward (AUS) 1947 und 1948
- engster Zieleinlauf First Ship Home: 7 Sekunden, 1982; Condor of Bermuda (Bermuda) schlägt Apollo (AUS)
- engster Zieleinlauf Sieger nach berechneter Zeit: 1 Minute und 43 Sekunden auch im Jahr 1982 als Scallyway (Australien) Audacity (Australien) schlägt
- Yachten, die als First Ship Home siegen, aber später disqualifiziert werden: Wild Wave (1953), Nirvana (1983) und Rothmans (1990)
- Yacht, die als Sieger nach berechneter Zeit durchs Ziel geht, aber später disqualifiziert wird: Drake's Prayer (1985)
- erfolgreichster Yacht Designer: Bruce Farr (NZL), 15 Gesamtsiegeryachten entworfen
- erste bekannte weibliche Seglerin: Jane Tate und Dagmar O’Brien (beide im Jahr 1946). Die Yacht der Familie O’Brien Connella wurde nicht mehr in Regatten eingesetzt. Da Tate O’Brien die Ehre gebührt, die erste Seglerin zu sein, die die gesamte Regatta gesegelt hat, wurde ein Pokal der Regatta nach ihr benannt.
- erste ausschließlich weibliche Mannschaft: Barbarian, 1975 (Skipperin: Vicki Wilman)
- Seglerin mit den meisten Regatta-Teilnahmen: 15 Adrienne Cahalan (AUS); (war als Navigatorin im Jahr 2000 Besatzungsmitglied auf Nicorette)
- größtes Unglück: 1998 (Orkan), sechs Segler starben und fünf Yachten sanken; 115 Yachten starteten. aber nur 43 kamen ins Ziel.[2]
- gesunkene Yachten: Clywd (1993), Adjuster (1993), Winston Churchill (1998), VC Offshore Stand Aside (1998), Sword of Orion (1998), Miintinta (1998), Midnight Special (1998), Ray White Koomooloo (2006) und Georgia (2008).
- Segler, die ihr Leben verloren: Mike Bannister (Winston Churchill, 1998), Glyn Charles (Sword of Orion, 1998), Ray Crawford (Billabong, 1988), John Dean (Winston Churchill, 1998), Bruce Guy (Business Post Naiad, 1998), Jim Lawler (Winston Churchill, 1998), Roy Quaden (Flying Fish Arctos, 2024), Wally Russell (Yahoo II, 1984), John Sarney (Inca, 1973), Phillip Skeggs (Business Post Naiad, 1998), Nick Smith (Bowline, 2024), Peter Taylor (BP Flying Colours, 1989) und Hugh (Barry) Vallance (Zilvergeest III, 1975)